# Gnaeus Hosidius Geta
Gnaeus Hosidius Geta war ein römischer Feldherr und Politiker, der im 1. Jahrhundert lebte.

## Leben
Geta schlug im Jahr 42 als Proprätor einen Aufstand des Salabus in Mauretanien nieder, den er erfolgreich über das Atlas-Gebirge zurückdrängte. Im Anschluss an seinen Feldzug wurden die beiden mauretanischen Provinzen Mauretania Caesariensis und Mauretania Tingitana etabliert. Ein Jahr später war er möglicherweise Legat oder Comes im Rahmen des Britannienfeldzugs unter Kaiser Claudius.
Von Juli bis Dezember 47 bekleidete er das Suffektkonsulat. Während seiner Amtszeit fasste der Senat den nach ihm benannten Beschluss Senatus consultum Hosidianum, welcher die Spekulation mit Grundstücken und Immobilien verbot. Später war er eventuell proconsularischer Statthalter in Creta et Cyrene, möglicherweise auch in Africa.
Er war wahrscheinlich ein Enkel des Gaius Hodisius Geta, der für 54 v. Chr. als Münzmeister vermutet wird. Der Suffektkonsul Gaius Vitorius Hosidius Geta unter Hadrian war sein Enkel.